# Liste der Abkürzungen (Türkei)
Diese Liste der Abkürzungen in der Türkei führt Artikel auf, die nach Abkürzungen in den Formen Akronym, Initialwort und Buchstabenkette benannt wurden, weil sie gebräuchlicher als die entsprechende Langform sind.

## A
- AABF – Almanya Alevi Birlikleri Federasyonu (Alevitische Gemeinde Deutschland)
- AAD – Avrupa Adalet Divanı (Gerichtshof der Europäischen Union)
- AB – Avrupa Birliği (Europäische Union)
- ABD – Amerika Birleşik Devletleri (USA)
- ADD – Atatürkçü Düşünce Derneği (Verein für kemalistisches Gedankengut)
- AİHM – Avrupa İnsan Hakları Mahkemesi (Europäischer Gerichtshof für Menschenrechte)
- AKP – Adalet ve Kalkınma Partisi (Partei für Gerechtigkeit und Aufschwung)
- ANAP – Anavatan Partisi (Mutterlandspartei)
- AP – Adalet Partisi (Gerechtigkeitspartei)
- As.İz. – Askerî İnzibat (Militär Polizei)
- A.Ş. – Anonim Şirket (Anonymes Unternehmen → Aktiengesellschaft)
- ATO – Ankara Ticaret Odası (Handelskammer Ankara)
- ATP – Aydınlık Türkiye Partisi (Partei der Erleuchteten Türkei)

## B
- BBP – Büyük Birlik Partisi (Partei der Großen Einheit)
- BTC – Bakü–Tiflis–Ceyhan Petrol Boru Hattı (Erdöl-Pipeline Baku-Tiflis-Ceyhan)
- BDP – Barış ve Demokrasi Partisi (Partei des Friedens und der Demokratie)

## C
- CHP – Cumhuriyet Halk Partisi (Republikanische Volkspartei)

## D
- DGM – Devlet Güvenlik Mahkemesi (Staatssicherheitsgericht)
- DHKP-C – Devrimci Halk Kurtuluş Partisi-Cephesi(Revolutionäre Volksbefreiungspartei-Front)
- DHMİ – Devlet Hava Meydanları İşletmesi (Verwaltungsbehörde der staatlichen Flughäfen)
- DKK – Deniz Kuvvetleri Komutanlığı (Leitung der Marine)
- DP – Demokrat Parti (Demokratische Partei)
- DSİ – Devlet Su İşleri (Amt für Wasserangelegenheiten)
- DSP – Demokratik Sol Parti (Demokratische Linkspartei)
- DTP – Demokratik Toplum Partisi (Partei der Demokratischen Gesellschaft)
- DYP – Doğru Yol Partisi (Partei des Rechten Weges)

## F
- FP – Fazilet Partisi

## G
- GAP – Güneydoğu Anadolu Projesi (Südost-Anatolien-Projekt (Bewässerung und Urbarmachung))
- GP – Genç Parti (Junge Partei)

## H
- HvKK – Hava Kuvvetleri Komutanlığı (Leitung der Luftwaffe)
- H.AK.K. – Harp Akademileri Komutanlığı

## İ
- İİ – İslam İşbirliği Teşkilatı (Organisation für Islamische Zusammenarbeit)
- İETT – İstanbul Elektrik Tramvay ve Tünel İşletmeleri (Istanbuler Strom-, Straßenbahn- und U-Bahn-Betriebe, heute zuständig für städtische Busse und einen Teil der Tram und des U-Bahn-Betriebes, nicht mehr für die Stromversorgung)
- İMKB – İstanbul Menkul Kıymetler Borsası (Aktienindex „Istanbuler Börse für mobile Werte“)
- İP – İşçi Partisi (Arbeiterpartei)
- İTO – İstanbul Ticaret Odası (Handelskammer Istanbul)

## J
- J.Gn.K. – Jandarma Genel Komutanlığı (Oberste Leitung der Gendarmerie)

## K
- KKK – Kara Kuvvetleri Komutanlığı (Leitung des Heeres (Bodentruppen))
- KKTC – Kuzey Kıbrıs Türk Cumhuriyeti (Türkische Republik Nordzypern)

## M
- MHP – Milliyetçi Hareket Partisi (Partei der Nationalistischen Bewegung)
- MİT – Millî İstihbarat Teşkilâtı (Türkischer Nachrichtendienst)
- MLKP – Marksist Leninist Komünist Parti (Marxistisch-Leninistische Partei)

## O
- OATCT – Orta Asya Türk Cumhuriyetleri Toplantısı (Versammlung/Gipfel der Zentral-Asiatischen Turk-Republiken)

## Ö
- ÖDP – Özgürlük ve Dayanışma Partisi (Partei der Freiheit und Solidarität)
- ÖHO – Özel Halk Otobüsü (Privat betriebener Volksbus (privat im Auftrag der İETT betriebene Linien in Istanbul))
- ÖSS – Öğrenci Seçme Sınavı (Studentische Auswahlprüfung, in etwa vergleichbar mit der deutschen Stiftung für Hochschulzulassung (ehemals Zentralstelle für die Vergabe von Studienplätzen))

## P
- PTT – Posta, Telgraf ve Telefon (Post, Telegraphie und Telefon (ehemalige "Türkische Post"))
- PKK – Partiya Karkerên Kurdistan (Arbeiterpartei Kurdistans)

## R
- RP – Refah Partisi (Wohlfahrtspartei)

## S
- SGK – Sahil Güvenlik Komutanlığı (Küstenwache)
- SSK – Sosyal Sigortalar Kurumu (Sozialversicherungsanstalt)

## T
- TBMM – Türkiye Büyük Millet Meclisi (Große Nationalversammlung der Türkei → Parlament)
- TC – Türkiye Cumhuriyeti (Republik Türkei)
- TCDD – Türkiye Cumhuriyeti Devlet Demiryolları (Staatseisenbahn der Republik Türkei)
- TCMB – Türkiye Cumhuriyet Merkez Bankası (Zentralbank der Republik Türkei)
- TEDAŞ – Türkiye Elektrik Dağtım A.Ş. (Türkische Stromversorgungs AG)
- TEK – Türkiye Elektrik Kurumu (Elektrizitäts-Verwaltung der Türkei)
- THY – Türk Hava Yolları (Türkische Fluggesellschaft)
- TİP – Türkiye İşçi Partisi (Arbeiterpartei der Türkei)
- TL – Türk Lirası (Türkische Lira → Zwischenzeitlich auch YTL)
- TSK – Türk Silahlı Kuvvetleri (Türkische Streitkräfte (Armee))

## Y
- YÖK – Yükseköğretim Kurulu (Hochschulrat)
- YTL – Yeni Türk Lirası (Neue Türkische Lira)

| Inhaltsverzeichnis A B C Ç D E F G H I İ J K L M N O Ö P R S Ş T U Ü V Y Z |